# Michael Jeffery (menadžer)
Michael Jeffery (Peckham, London, Engleska 4. ožujka 1933. -  Nantes Francuska 5. ožujka 1973.) bio je glazbeni menadžer iz 1960-ih, koji je vodio karijere sastava The Animals i američkog gitarista Jimi Hendrixa, čijom karijerom je upravljao uz bivšeg basista Animalsa Chasa Chandlera.
Bivši partner poznatog britanskog pop impresarija Dona Ardena, Jeffery je ostao zapamćen kao vrlo kontraverzna osoba. Njega su otvoreno optuživali članovi sastava The Animals za raspad sastava, zato što je prisvojio većinu zarade sastava a sastav doveo do bankrota.

## Životopis
O svom ranijem životu i poslu Michael Jeffery malo je govorio, osim da je tajni agent (što je često potencirao) tako da se o njemu malo zna. 
Novinar Alex Constantine ustanovio je da je Jeffery bio u mladosti uposlenik kompanije Mobil Oil, kao i to da je bio plaćeni vojnik, da je boravio u Egiptu, kao i podatak da je znao ruski.
1960-ih Jeffery je vodio plesni klub iz Newcastla - Club-A-Gogo, u kojem su Animalsi započeli svoju karijeru. Bilo je gotovo prirodno da im je postao manadžer i da se posvetio njihovoj karijeri. Jefferyja su mnogi optuživali za financijske malverzacije, tako je Chas Chandler basist sastava The Animals svojevremeno izjavio, da je na računu Animalsa, nakon raspada sastava 1966. godine bilo samo 500 funti.  Treba navesti i anegdotu koju je doživio basist sastava Experience Noel Redding potužio se da je jednom zapitao Jefferyja gdje ide s torbom novca koji je nominalno pripao sastavu, na to mu je ovaj odbrusio da se gubi.
Treba ipak reći da su optužbe za varanje od strane manedžera u tom dobu bila vrlo uobičajene, što zbog stvarnih činjenica što zbog loše ugovaranih nastupa.
1960-ih osnovao je s Chasom Chandlerom i Ericom Burdonom tvrtku Yameta Corporation koja je upravljala karijerama mnogih poznatih zvijezda poput; Jimia Hendrixa, Soft Machine, Fat Mattressa i posljednje postave sastava  Eric Burdon & The New Animals.

## Jeffery i nenadana smrt Jimia Hendrixa
Jeffery je bio uvijek predmet žestokih optužaba od strane brojnih biografa Jimia Hendrixa. Dobar dio njih optužio je Jefferya da je potkradao Hendrixa preko svojih off-shore tvrtki i banaka.  Oni su Jefferyja držali za krajnje mračnu osobu, sa sumnjivim vezama s američkim tajnim službama ( drugi dobro upućeni povezivali su ga pak s britanskom tajnom službom MI5 i s europskim organiziranim kriminalom).
Jimija Hendrixa je u Englesku doveo Chas Chandler, koji se osobno htio baviti daljnjom karijerom slavnog gitariste, ali ispalo je da Jeffery ima neka ugovorna prava na Jimia Hendrixa, on je ponudio Chandleru da zajednički upravljaju karijerom Hendrixa. Od početka se Chandler više bavio kreativnom stranom karijere Jimija, a Jeffery financijskom. Jeffery je počeo zagorčavati život Hendrixu i Chandleru, stalno predlažući da Hendrix počne ulagati svoj dio zarađenog novca u druge poslovne pothvate u kojima je on osobno sudjelovao, poput kupnje plesnih klubova i studija za snimanje glazbe.
Chandler je napustio Jimia Hendrixa 1968. godine i prestao biti njegov producent i komenadžer za vrijeme snimanja albuma Electric Ladyland, ostavljajući sve Jefferyju, nakon toga je Jeffery stekao snažniju kontrolu nad Hendrixovom karijerom.
Jeffery je ušao u financijske dubioze, i zbog toga je tražio od Hendrixa da stalno koncentrira po turnejama ( bez obzira na njegovo raspoloženje ili sposobnost). 
Jefferyju se nije sviđao niti Hendrixov raskid s pratećim sastavom Experience i osnutak novog Band of Gypsys. 
Također se godinama govorkalo, da se Jeffery služi mafijaškim metodama da zadrži Hendrixa pod svojom kontrolom.
U svojoj autobiografskoj knjizi Hendrixova djevojka Monika Dannemann navodi da je Hendrix htio prekinuti suradnju s Jefferyjem, i pamti da ju je Jeffery nakon Hendrixove smrti nastojao udaljiti od istrage o gitaristovoj smrti, stalno se gurajući u prvi plan i govorivši u njezino ime.
Nakon Hendrixove smrti, Jeffery je intenzivno radio u tvrtci Rainbow Bridge (koju je osobno osnovao), koja je bila vlasnik brojnih video i audio materijala s Hendrixovih nastupa. Jefferyja je pritom više interesirala financijska strana reizdavanja tog materijala nego umjetnički aspekt tih poduhvata.
- U dokumentarnom filmu Michaela Parkinsona iz 2004. godine „Jimi Hendrix – The Last 24 Hours“, navodi se da je Jeffery osnovao tvrtku Yameta i preko nje otuđio veliki dio zarade koje je slao na račune banaka Chemical Bank u Nassau, Bahamas i Nova Scotia Bank.
- Michael Jeffery poginuo je 1973. godine u bizarnom sudaru zrakoplova iznad Nanta u Francuskoj, na letu u svoj ljetnikovac u Španjolskoj Iberijinim zrakoplovom DC-9.

U listopadu 2006. godine, održana je dražba vrijedna 15 milijuna $, na kojoj je prodavana ostavština Michaela Jefferyja, među ostalim stvarima tu su se našla i prava na brojne hitove Jimia Hendrixa poput; Purple Haze, Voodoo Child i drugih pjesama. Tvrtka Experience Hendrix,  osnovana i vođena od strane Hendrixove obitelji, tada je izašla s tvrdnjom da oni posjeduju prava na te hitove i da će tužiti svakog tko im to bude osporavao.
- U svibnju 2009. britanski mediji objavili su optužbe da je Michael Jeffery ubio Jimi Hendrixa. Oni su naime objavili intervju s Jamesom "Tappy" Wrightom, bivšim obožavateljem (roadie)  Jimija Hendrixa i Animalsa iz 1960-ih. Tappy je rekao da mu se Michael Jeffery povjerio godinu dana nakon Hendrixove smrti i da mu je priznao da je on uz pomoć pilula i boce vina (nesretne i ubojite kombinacije) ubio Hendrixa, zato da se spasi od bankrota.[2]

## Vanjske poveznice
- The Covert War Against Rock članak Alexa Constantina (engl.)
- Fotografije Chasa Chandlera i Michaela Jefferya s portala Kramerarchives  Arhivirana inačica izvorne stranice od 27. rujna 2007. (Wayback Machine)